# Halina Birenbaum
Halina Birenbaum(en hebreo:הלינה בירנבאום, Varsovia, 15 de septiembre de 1929) es una escritora israelí de origen judeo-polaco, sobreviviente del Holocausto.

## Biografía
Pasó su infancia en el Gueto de Varsovia y luego en diferentes campos de concentración: Majdanek, Auschwitz, Ravensbrück y Neustadt-Glewe, desde donde la liberaron en 1945. En 1947 emigró al entonces Mandato británico de Palestina, donde un año después, 

## Libros
- Nadzieja umiera ostatnia (Lo último en morir es la esperanza), 1967
- Powrót do ziemi praojców (Retorno a la tierra de los ancestros), 1991
- Wołanie o pamięć (Invocando la memoria), 1999